# Mijajlovac
Mijajlovac (izvirno srbsko Мијајловац) je naselje v Srbiji, ki upravno spada pod Občino Trstenik; slednja pa je del Rasinskega upravnega okraja.

## Demografija
V naselju živi 476 polnoletnih prebivalcev, pri čemer je njihova povprečna starost 46,5 let (43,6 pri moških in 49,7 pri ženskah). Naselje ima 181 gospodinjstev, pri čemer je povprečno število članov na gospodinjstvo 3,03.
To naselje je, glede na rezultate popisa iz leta 2002, večinoma srbsko, a v času zadnjih treh popisov je opazno zmanjšanje števila prebivalcev.
|  |

| Demografija | Demografija     | Demografija     |
| Leto        | Št. prebivalcev | Št. prebivalcev |
| ----------- | --------------- | --------------- |
|             |                 |                 |
|             |                 |                 |
|             |                 |                 |
|             |                 |                 |
| 1948        | 699             |                 |
| 1953        | 725             |                 |
| 1961        | 745             |                 |
| 1971        | 724             |                 |
| 1981        | 724             |                 |
| 1991        | 656             | 652             |
| 2002        | 554             | 548             |
|             |                 |                 |

| Etnična sestava po popisu iz leta 2002 | Etnična sestava po popisu iz leta 2002 | Etnična sestava po popisu iz leta 2002 | Etnična sestava po popisu iz leta 2002 | Etnična sestava po popisu iz leta 2002 |
| -------------------------------------- | -------------------------------------- | -------------------------------------- | -------------------------------------- | -------------------------------------- |
| Srbi                                   | Srbi                                   |                                        | 542                                    | 98,90%                                 |
| Jugoslovani                            | Jugoslovani                            |                                        | 3                                      | 0,54%                                  |
| Neznano                                | Neznano                                |                                        | 3                                      | 0,54%                                  |